# جیندار
جیندار (به لاتین: Cındar) یک منطقه مسکونی در جمهوری آذربایجان است که در شهرستان قوبا واقع شده است.